# Salix sepulchralis
Salix sepulchralis är en videväxtart som beskrevs av Lajos von Simonkai. Salix sepulchralis ingår i släktet viden, och familjen videväxter. Utöver nominatformen finns också underarten S. s. chrysocoma.